# 石井杏奈 (E-girls)
石井 杏奈（いしい あんな、1998年7月11日 - ）は、日本の女優、ダンサー。E-girlsの元メンバー。東京都板橋区出身。LDH JAPAN所属。

## 略歴
小学2年からダンスを始める。小学5年の時にダンスの大会でEXPGにスカウトされる。
2010年、雑誌『ニコ☆プチ』にモデルとして登場。
2011年、「VOCAL BATTLE AUDITION 3」のダンスパフォーマンス部門に合格。bunnyのメンバーとなりダンサーとして活動を開始する。
2012年、スポーツドリンク「ポカリスエット」のCMに出演。このCM出演を機に演技に興味を持つ。同年4月に日本テレビ系ドラマ『私立バカレア高校』で女優デビューし、同年10月3日発売のシングル「Follow Me」よりE-girlsとしても始動する。

## 人物
- 兄が1人、妹が1人、弟が1人いる[7]。
- E-girlsでは最年少だった[8]。
- 2014年6月30日、スケジュールの都合により『E-girls LIVE TOUR 2014 COLORFUL LAND』は全公演不参加となることを発表[9]。自らの決断だったという[10]。撮影の時期が重なっていた映画『ソロモンの偽証』は約1万人が参加したオーディションを経て出演が決定しており[11]、同作品で第58回ブルーリボン賞新人賞を受賞した[10]。

## 出演

### テレビドラマ
- 私立バカレア高校 第1話（2012年4月14日、日本テレビ）
- パパドル! 第4話（2012年5月17日、TBS） - ルイ 役
- GTO（2012年7月 - 9月、関西テレビ） - 浅野麻由子 役
  - 秋も鬼暴れスペシャル（2012年10月2日）
  - 正月スペシャル! 冬休みも熱血授業だ（2013年1月2日）
  - 完結編〜さらば鬼塚! 卒業スペシャル（2013年4月2日）
- Piece 第1話（2012年10月6日、日本テレビ） - なつき 役
- 恋文日和 第3話（2014年1月21日、日本テレビ） - 主演・安積サワコ 役[12]
- LIVE! LOVE! SING! 生きて愛して歌うこと（2015年3月10日、NHK） - 主演・水島朝海 役[13][14]
- 仰げば尊し（2016年7月 - 9月、TBS） - 有馬渚 役[15]
- お母さん、娘をやめていいですか?（2017年1月 - 3月、NHK） - 後藤礼美 役
- 嘘なんてひとつもないの（2017年3月、NHK BSプレミアム） - 山崎真琴 役[16]
- ほんとにあった怖い話 〜夏の特別編2017〜「影女」（2017年8月19日、フジテレビ） - 彩美 役
- チア☆ダン（2018年7月 - 9月、TBS） - 桐生汐里 役[17]
- トレース〜科捜研の男〜 第8話（2019年2月25日、フジテレビ） - 橋本梨央 役[18]
- ゆるキャン△2（2021年4月 - 6月、テレビ東京） - 土岐綾乃 役[19]
- ガールガンレディ（2021年4月 - 6月、毎日放送） - 門脇松子 役
- シェフは名探偵（2021年6月 - 8月、テレビ東京） - 金子ゆき 役[20]
- イタイケに恋して（2021年7月 - 9月、読売テレビ） - 弘田佐知 役
- 言霊荘（2021年10月 - 12月、テレビ朝日） - 林原早紀 役[21]
- ゴシップ #彼女が知りたい本当の〇〇（2022年1月 - 3月、フジテレビ） - 一本真琴 役
- 怖い絵本 season5「しびと」（2022年3月28日、NHK Eテレ）[22]
- 悪女（わる）〜働くのがカッコ悪いなんて誰が言った?〜 第6話（2022年5月18日、日本テレビ） - 板倉夕子 役[23]
- WOWOWオリジナルドラマ 椅子 第3話「海へ」（2022年6月10日、WOWOW） - 晴香 役[24]
- プリズム（2022年7月 - 9月、NHK総合） - 野木綾花 役
- 科捜研の女 2022 Season22 第7話（2022年12月6日、テレビ朝日） - 生駒遥夏 役[25]
- ガチ恋粘着獣（2023年4月9日 - 、朝日放送テレビ） - 主演・花織琴乃 役（香音とW主演）[26][27]
- 育休刑事 第7話「ベビーカーチェイス」（2023年5月30日、NHK） - 小日向萌香 役[28]
- ああ、ラブホテル 〜秘密〜 第3話「2人合わせて5万円」（2023年6月2日、WOWOW） - アンナ 役[29]
- 彼女たちの犯罪（2023年7月20日 - 9月22日、読売テレビ） - 熊沢理子 役[30]
- ブラックガールズトーク（2024年2月5日 - 3月25日、テレビ東京） - 主演・高橋奈緒 役（朝日奈央、関水渚とトリプル主演）[31]
- ブルーモーメント（2024年4月24日 - 6月26日、フジテレビ） - 雲田真紀 役[32]
- BS時代劇 大岡越前 第7シリーズ 第7話 - 第8話（2024年8月4日 - 8月11日、NHK BS） - 魅楊 役[33]
- 大川と小川の休日捜査（2024年9月30日、テレビ東京） - 岡島早紀 役[34]
- 私は整形美人（2025年1月17日 - 2月14日、フジテレビ） - 主演・片桐美玲 役[35]
- PJ 〜航空救難団〜（2025年4月24日 - 6月19日、テレビ朝日） - 藤木さやか 役[36]

### 配信ドラマ
- 東京ラブストーリー（2020年、FOD・Amazon Prime Video） - 関口さとみ 役
- 息をひそめて 第2話（2021年、Hulu） - 高岡七海 役
- ある視点〜もう一つの言霊荘〜 5.5話「ある視点〜4号室 麻美・5号室 早紀編〜私のもの」（2021年11月6日、AbemaTV） - 林原早紀 役
- 金魚妻（2022年、Netflix） - 真田早矢 役
- トップギフト（2022年、LINE NEWS VISION） - 山下小雪 役[37]
- 悪魔はそこに居る（2023年2月9日 - 、Paravi） - 主演・九条美園 役（吉谷彩子とW主演）[38]
- ひとひらの初恋（2023年3月28日 - 、YouTube テレビ東京公式ドラマチャンネル） - 進藤香純 役[39]
- 僕の愛しい妖怪ガールフレンド（2024年3月22日、Amazon Prime Video） - 鈴木丹子役 役[40]
- 【推しの子】（2024年11月28日 - 12月5日、Amazon Prime Video） - アネモネ・モネモネ 役[41]

### ラジオ
- Mizuiro ind LIGHT BLUE CAFÉ（2022年11月5日 - 、FM大阪）[42]

### 映画
- 劇場版 私立バカレア高校（2012年10月13日）
- だいじょうぶ3組（2013年3月23日） - 木下安奈 役
- ソロモンの偽証 - 三宅樹理 役[43][44][45]
  - 前篇・事件（2015年3月7日）
  - 後篇・裁判（2015年4月11日）
- ガールズ・ステップ（2015年9月12日） - 主演・西原あずさ 役[46][47]
- LIVE! LOVE! SING! 生きて愛して歌うこと 劇場版（2016年1月23日） - 主演・朝海 役[48]
- 世界から猫が消えたなら（2016年5月14日） - ミカ 役
- 四月は君の嘘（2016年9月10日） - 澤部椿 役
- スプリング、ハズ、カム（2017年2月18日） - 主演・璃子 役[49]
- ブルーハーツが聴こえる「1001のバイオリン」（2017年4月8日） - 秋山杏奈 役[50][51]
- たたら侍（2017年5月20日） - お國 役
- 心が叫びたがってるんだ。（2017年7月22日） - 仁藤菜月 役[52]
- 記憶の技法（2020年11月27日） - 主演・鹿角華蓮 役[53]
- ホムンクルス（2021年4月2日）
- 砕け散るところを見せてあげる（2021年4月9日[54]） - 主演・蔵本玻璃 役（中川大志とダブル主演）[55]
- 破戒（2022年7月8日） - 志保 役[56]

### 短編映画
- CINEMA FIGHTERS「パラレルワールド」（2018年1月） - 真矢 役[57]
- ウタモノガタリ-CINEMA FIGHTERS project-「Kuu」（2018年6月） - アン 役

### 舞台
- BOOK ACT「芸人交換日記」（2020年2月[58]・2021年1月）[59]
- てれびのおばけ（2021年4月）
- 朗読劇「リスナーたちの星空」（2022年4月）[60]
- NHKみんなのうたミュージカル「リトル・ゾンビガール」（2022年8月 - 10月） - ショウ 役[61]
- BOOK ACT 2023 NEW YEAR SPECIAL「さくら舞う頃、君を想う」（2023年1月）[62]
- KAAT 神奈川芸術劇場プロデュース「SHELL」（2023年11月 - 12月）[63]
- 朗読劇「恋空」（2024年6月） - 田中美嘉 役[64]

### 配信
- E-girls meets ダンスバトルドキュメンタリー（2019年3月 - 、ひかりTVチャンネル+）[65]

### CM
- 大塚製薬 ポカリスエット（2012年）[6]
- ABC-MART adidas adihoney in heel（2013年）
- NTT docomo dビデオ powered by BeeTV（2013年8月 - ）[66][67]
- ベネッセコーポレーション[3]
  - 進研ゼミ（2014年）
  - 進研ゼミ高校講座（2014年）
- 積水ハウス（2014年3月 - ）
- リクルート リクナビ進学（2015年）
- サンゲツ 「黄色のレストラン」（2015年）[68]
- 日本郵政グループ（2017年 - ）
- 日清食品 カップヌードル HUNGRY DAYS「アルプスの少女ハイジ篇」（2017年） - ハイジ 役（声の出演）[69]
- JT 企業広告「想うた」シリーズ（2018年 - ）[70]
- Mobility Technologies「GO」（2022年）[71]
- アサヒ飲料 和紅茶 無糖ストレート（2023年）[72]
- 全国トラック交通共済（2024年）[73]
- キリンビール キリン 氷結（2024年 - ）[74]
- ユニバーサル・スタジオ・ジャパン（2025年）[75]

### イベント
- GirlsAward 2012 AUTUMN/WINTER（2012年）[76]

### ミュージックビデオ
- EXILE「Each Other's Way 〜旅の途中〜」（2011年）[77]
- EXILE「Rising Sun」（2011年）[77]
- 三代目 J Soul Brothers from EXILE TRIBE「Unfair World」（2015年）[78]
- moon drop「リタ」（2021年）[79]
- back number「冬と春」（2024年）[80]

## 書籍
- 石井杏奈 1stスタイルブック AN（2024年10月22日、宝島社）[7]

## 受賞歴
- 2015年度
  - 第58回ブルーリボン賞 新人賞『ガールズ・ステップ』『ソロモンの偽証』[81]
- 2016年度
  - 第5回コンフィデンスアワード・ドラマ賞 新人賞 『仰げば尊し』[82]
- 2024年度
  - 第7回黒髪美人大賞[83]